# It Never Rains in Southern California
It Never Rains in Southern California – piosenka napisana przez Alberta Hammonda i Mike'a Hazelwooda oraz wydana jako singel przez Alberta Hammonda w 1972. Piosenka stała się wielkim przebojem na całym świecie, zajmując 5. pozycję na liście U.S. Billboard Hot 100.

## Inne wersje
Sonny and Cher nagrali piosenkę na ich ostatnim studyjnym albumie Mama Was a Rock and Roll Singer Papa Used to Write All Her Songs wydanym w 1973.
Grający muzykę country Trent Summar & The New Row Mob nagrali i wydali piosenkę na swoim debiutanckim albumie w 2000.
Piosenkę nagrał również Barry Manilow na swoim albumie Barry Manilow: The Greatest Songs of the Seventies wydanym w 2007.

## Osiągnięcia w telewizji
Piosenka została użyta w 5 serii serialu Zagubieni w odcinku Some Like It Hoth. Słychać ją w furgonetce Dharma, którą jadą Miles i Hurley.
Usłyszeć ją można również przy końcowych napisach ostatniego odcinka serialu Weronika Mars.

## Pozycje na listach

### Albert Hammond
| Chart (1972-73)                     | Najwyższa pozycja |
| ----------------------------------- | ----------------- |
| Norwegian VG-lista Singles Chart    | 3                 |
| U.S. Billboard Hot 100              | 5                 |
| Swiss Singles Chart                 | 5                 |
| Japanese Oricon Singles Chart       | 12                |
| Japanese Oricon International Chart | 1                 |

### Trent Summar & the New Row Mob
| Chart (2000)                                | Najwyższa pozycja |
| ------------------------------------------- | ----------------- |
| U.S. Billboard Hot Country Singles & Tracks | 74                |